# Ефименко, Иван Фёдорович
Иван Фёдорович Ефименко (1914—1983) — майор Советской Армии, участник Великой Отечественной войны, Герой Советского Союза (1943).

## Биография
Иван Ефименко родился 15 сентября 1914 года в селе Красный Яр (ныне — Карталинский район Челябинской области). Получил среднее техническое образование. С 1933 года проживал в Донбассе, работал на Новгорловском коксохимическом заводе. В 1936—1938 годах проходил службу в Рабоче-крестьянской Красной Армии. Демобилизовавшись, работал строителем во Владивостоке. В июне 1941 года Ефименко повторно был призван в армию. В том же году он окончил курсы младших лейтенантов. С мая 1942 года — на фронтах Великой Отечественной войны. Принимал участие в боях на Сталинградском, Воронежском, 1-м и 4-м Украинском фронтах. Участвовал в Сталинградской и Курской битвах, освобождении Украинской ССР. В боях два раза был ранен. К сентябрю 1943 года старший лейтенант Иван Ефименко командовал пулемётной ротой 569-го стрелкового полка 161-й стрелковой дивизии 40-й армии Воронежского фронта. Отличился во время битвы за Днепр.
23 сентября 1943 года Ефименко одним из первых переправился через Днепр в районе села Зарубинцы Каневского района Черкасской области Украинской ССР и захватил плацдарм на его западном берегу, а затем удержал его до подхода основных сил.
Указом Президиума Верховного Совета СССР от 23 октября 1943 года за «образцовое выполнение боевых заданий командования на фронте борьбы с немецкими захватчиками и проявленные при этом мужество и героизм» старший лейтенант Иван Ефименко был удостоен высокого звания Героя Советского Союза с вручением ордена Ленина и медали «Золотая Звезда» за номером 2021.
Принимал участие в дальнейшем освобождении Украинской ССР. С конца 1944 года учился на курсах в Московской области. После окончания войны Ефименко продолжил службу в Советской Армии. В 1960 году в звании майора он был уволен в запас. Проживал в городе Нежин Черниговской области Украинской ССР, работал инспектором отдела кадров завода «Нежинсельмаш». Умер 4 мая 1983 года, похоронен на Троицком кладбище Нежина.
Был также награждён орденами Отечественной войны 1-й степени, Красной Звезды, рядом медалей.